# Hej clown
Hej clown är en svensk poplåt från 1969 skriven av Benny Andersson och Lasse Berghagen. Jan Malmsjö ställde upp med låten i Melodifestivalen 1969 med Marcus Österdahl som dirigent. Efter avslutad omröstning hade låten fått samma poäng som Tommy Körbergs "Judy min vän", vilket var första gången i Melodifestivalens historia som två låtar hamnade lika. Ytterligare en omröstning fick hållas och efter denna stod "Judy min vän" som segrare med "Hej clown" på andra plats.
"Hej clown" gavs ut som singel med "Catherine" som B-sida, komponerad av André Borly, André Pascal och Paul Mauriat med svensk text av Malmsjö. "Hej clown" tog sig in på Svensktoppen 1969 där den tillbringade sju veckor mellan den 30 mars och 11 maj. Den nådde som bäst andra plats. Låten tog sig även in på Norska singellistan där den nådde sjätte plats. Även "Catherine" låg på Svensktoppen 1969 under sex veckor med fjärde plats som främsta merit.
Mona Sahlin (då Andersson) körade på "Hej clown", men enbart på versionen som släpptes på skiva eftersom hon inte "ansågs [...] vara söt nog att vara med på scenen i Melodifestivalen".
Låten finns också utgiven på samlingsalbumen Rätt låt vann (1994), Jan Malmsjös bästa! (1997), Svenska Melodifestivalklassiker (1997) och Svenska schlagerfavoriter (2001).

## Låtlista
Sida A
1. "Hej clown" (Benny Andersson, Lasse Berghagen)

Sida B
1. "Catherine" (André Borly, André Pascal och Paul Mauriat med svensk text av Jan Malmsjö)